# John K. Tener
John Kinley Tener, född den 25 juli 1863 i grevskapet Tyrone i Ulster, död den 19 maj 1946 i Pittsburgh i Pennsylvania, var en amerikansk republikansk politiker, basebollspelare och idrottsledare. Han var ledamot av USA:s representanthus 1909–1911, Pennsylvanias guvernör 1911–1915 och ordförande för basebolligan National League 1914–1918.

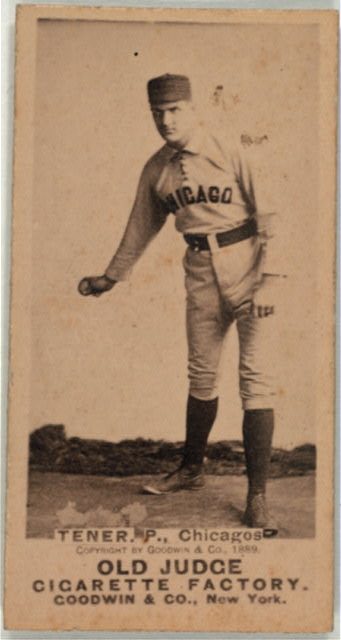
Tener under sin karriär som basebollspelare.

Teners äldre syster emigrerade först till USA och hans båda föräldrar ville följa efter henne till Pittsburgh, men fadern hann dö före den planerade avfärden. Tio år gammal anlände Tener till USA. Modern avled kort efter ankomsten.
Som basebollspelare var Tener både pitcher och outfielder. En av klubbarna han spelade för var Chicago White Stockings. Laget reste världen runt efter 1888 års säsong och Tener fick under resan i uppdrag att hjälpa till att förklara baseboll för prinsen av Wales Albert Edvard.
1909 efterträdde Tener Ernest F. Acheson som kongressledamot och efterträddes 1911 av Charles Matthews. Därefter efterträdde han Edwin Sydney Stuart som Pennsylvanias guvernör och efterträddes 1915 av Martin Grove Brumbaugh. Redan 1914 tog han emot uppdraget som ordförande för National League som han innehade i fyra år. Senare fungerade han under en tid som ordförande för Philadelphia Phillies.
Tener avled 1946 och gravsattes på Homewood Cemetery i Pittsburgh.